# II. Lambert leuveni gróf
II. Lambert (? – 1054. június 19. vagy 1062) középkori nemesúr, a németalföldi Leuveni Grófság uralkodója 1040-től haláláig.

## Élete
Apja I. Lambert leuveni gróf, anyja Gerberga, Károly alsó lotaringiai herceg lánya. Apja 1015-ben Florennes közelében, a II. Gottfried alsó-lotaringiai herceggel vívott csatában vesztette életét. A grófi címet II. Lambert bátyja, Henrik örökölte. Henriket feltehetően egy Leuven várában fogva tartott lovag ölte meg 1038-ban, halála után fia, Ottó örökölte a grófi címet, de valamikor 1038 és 1040 között Lambert magának szerezte meg a grófi címet. Első említése Leuven grófjaként 1041-ből származik. Leuven mellett megszerezte magának Brüsszel grófjának, illetve a nivellesi és gembloux-i apátság védelmezőjének címét is.
II. Lambert uralkodása alatt, 1047-ben került sor Szent Gudula maradványainak áthelyezésére a korábban csak Mihály arkangyalnak dedikált templomba, amely később a Szent Mihály és Szent Gudula-székesegyházzá fejlődött. Brüsszelben, a Koudenberg hegyen egy erődítményt építtetett.
1046 és 1056 között V. Balduin flamand gróf szövetségeseként részt vett a III. Henrik német-római császár elleni felkelésben. A felkelők legyőzték a császári sereget, elfoglalták és kifosztották Verdun városát. 1049-ben kiújultak a csatározások, a császári sereg visszafoglalt néhány kastélyt és erődítményt, de hamarosan kiegyezett a lázadókkal. 1054-ben Balduin ismét felkelt a császár ellen, de ekkor Henrik seregével már egyenesen Flandria ellen vonult és 1054 júniusában elfoglalta Tournai városát. Egyes források szerint II. Lambert ekkor vesztette életét. Más források szerint 1062-ben vagy 1063-ban halt meg.

## Családja
Felesége Lotaringiai Uda (? – 1047 után), I. Gozelon alsó-lotaringiai herceg lánya. Férjével közösen alapították meg a Szent Mihály és Szent Gudula-székesegyház elődjének számító templomot. A házaspárnak összesen három gyermeke ismert:
- Henrik (? – 1078/79), apja halála után II. Henrik néven örökölte a grófi címet.
- Adela (? – 1083), első férje Ottó weimari gróf, második férje Ottó mostohaapja, II. Dedo, Wettin őrgrófja.
- Reginár (? – 1077)

## Fordítás
- Ez a szócikk részben vagy egészben  a   Lambert II, Count of Leuven című angol Wikipédia-szócikk fordításán alapul.  Az eredeti cikk szerkesztőit annak laptörténete sorolja fel. Ez a jelzés csupán a megfogalmazás eredetét és a szerzői jogokat jelzi, nem szolgál a cikkben szereplő információk forrásmegjelöléseként.